# Amauri (ur. 1942)
Amauri, właśc. Amaury Alvès Horta (ur. 21 sierpnia 1942 w Sabarze) – brazylijski piłkarz, występujący na pozycji napastnika.

## Kariera klubowa
Karierę piłkarską Amauri rozpoczął w Américe Belo Horizonte w 1958 roku. W latach 1963–1967 występował w Comercialu Ribeirão Preto. W latach 1967–1971 był zawodnikiem Clube Atlético Mineiro. Z Atlético Mineiro zdobył mistrzostwo stanu Minas Gerais – Campeonato Mineiro w 1970 roku. Później występował jeszcze w Américe São José do Rio Preto (1971), ponownie w América Belo Horizonte (1971–1972) oraz ESAB Contagem, w którym zakończył karierę w 1974 roku.

## Kariera reprezentacyjna
W reprezentacji Brazylii Amauri zadebiutował 24 marca 1963 w przegranym 0-3 meczu z reprezentacją Argentyny w Copa América 1963, na której Brazylia zajęła czwarte miejsce. Amauri na turnieju wystąpił w dwóch meczach z Argentyną i Ekwadorem. Ostatni raz w reprezentacji Amauri wystąpił 19 grudnia 1968 w wygranym 3-2 towarzyskim meczu z reprezentacjąjugosławii. W 44 min. meczu Amauri strzelił swą jedyną bramkę w reprezentacji.